# The Little Match Girl
The Little Match Girl ist ein US-amerikanischer animierter Kurzfilm von Arthur Davis aus dem Jahr 1937.

## Handlung
Ein kleines Mädchen bietet Streichhölzer in den winterlichen Straßen von New York City an, doch niemand interessiert sich für ihre Ware. Als sie hungrig durch das Schaufenster eines Bäckers blickt, wird sie von anderen Passanten ausgelacht.
Das Mädchen zieht sich in eine kleine Ecke nahe einem Hause zurück, wo sie ein Streichholz anzündet, es in den Boden steckt und sich die Hände wärmt. In ihrer Phantasie stellt sie sich ein großes Kaminfeuer vor. Der Wind bläst ihr Streichholz aus, weswegen sie ein zweites entzündet und sich nun in ein großes Himmelbett träumt. Auch das zweite Streichholz wird ausgeblasen, und so zündet sie ihr drittes und letztes Streichholz an.
Sie träumt sich in den Himmel, ist umgeben von Blumen und Engeln und erhält eine Puppe als Geschenk. Die Engel umtanzen sie, doch plötzlich kommt ein starker Wind auf und fegt all die Herrlichkeit davon. Selbst die Puppe wird dem Mädchen aus der Hand gezogen, und es findet sich in einer Winterlandschaft wieder. Mit letzter Kraft erreicht sie eine einsam brennende Kerze, die zerfließt, bevor sie sie berühren kann. Das Bild wandelt sich – das Mädchen liegt reglos vor dem letzten verloschenen Streichholz.
Ein Engel kommt und nimmt das Mädchen an sich. Es strahlt den Engel an. Gemeinsam schweben sie in den Himmel hinauf und werden schließlich zu einem der zahlreichen Sterne.

## Produktion
The Little Match Girl ist eine Verfilmung des Märchens Das kleine Mädchen mit den Schwefelhölzern von Hans Christian Andersen. Der Film entstand als Teil der Trickfilmserie Color Rhapsodies und erschien am 5. November 1937.

## Auszeichnungen
The Little Match Girl wurde 1938 für einen Oscar in der Kategorie „Bester animierter Kurzfilm“ nominiert, konnte sich jedoch nicht gegen Die alte Mühle durchsetzen.